# 1891
1891 (MDCCCXCI) var ett normalår som började en torsdag i den gregorianska kalendern och ett normalår som började en tisdag i den julianska kalendern.

## Händelser

### Februari
- 2 februari – Norbergsstrejken, som skulle komma att vara under 1891-92, tar sin början.
- 15 februari – Allmänna Idrottsklubben, AIK, bildas på Biblioteksgatan 8 i Stockholm av Isidor Behrens.
- 18 februari – Tyskland gör Helgoland till en del av den preussiska provinsen Schleswig-Holstein.[1]

### Mars
- 12 mars – Djurgårdens IF bildas på Alberget 4A i Stockholm av John G. Jansson.
- 17 mars – Den brittiska ångbåten SS Utopia, som skeppar italienska migranter till New York sjunker vid hamnen i Gibraltar efter kollision med slagskeppet HMS Anson, och 564 personer dödas.[2]

### Maj
- 18 maj –  I Stockholm hålls en internationell gymnastik- idrottsfest, vilket blir genombrottet för tävlingsidrotten i Sverige. I samband med detta skänker hovstallmästare James Fredrik Dickson ett pris, Dicksonpokalen, vilket kommer att bli ett av de mest prestigefyllda idrottspriserna i Sverige. Pokalen gäller för löpning på en engelsk mil och för att en klubb skall kunna erövra den för alltid måste de vinna den tre gånger.[3]

### Juni
- 21 juni – Helsingfors får hästspårvagnar.[4]

### Juli
- 2 juli–5 oktober – USA:s flotta försöker stoppa tjuvjakten på säl i Berings sund.[5]
- 10 juli – Gustaf Åkerhielm avgår som svensk statsminister och efterträds av Erik Gustaf Boström, ledare för Nya lantmannapartiet och en mycket framträdande tullvän.[6]

### Augusti
- 16 augusti – Runns Segelsällskap (förkortat RSS eller RUSS) bildas.
- 28–30 augusti – USA skickar trupper till Chile för att skydda USA:s konsulat samt de kvinnor och barn som sökt skydd där under en revolution i Valparaiso.[5]

### September
- 19 september – Lokomotivångaren Svanen gör sin jungfruresa på Viskan i Borås, men även på land ett stycke och senare också till sjöss på Öresjö.
- September – Göteborgs högskola inrättas efter omfattande privata donationer.

### Oktober

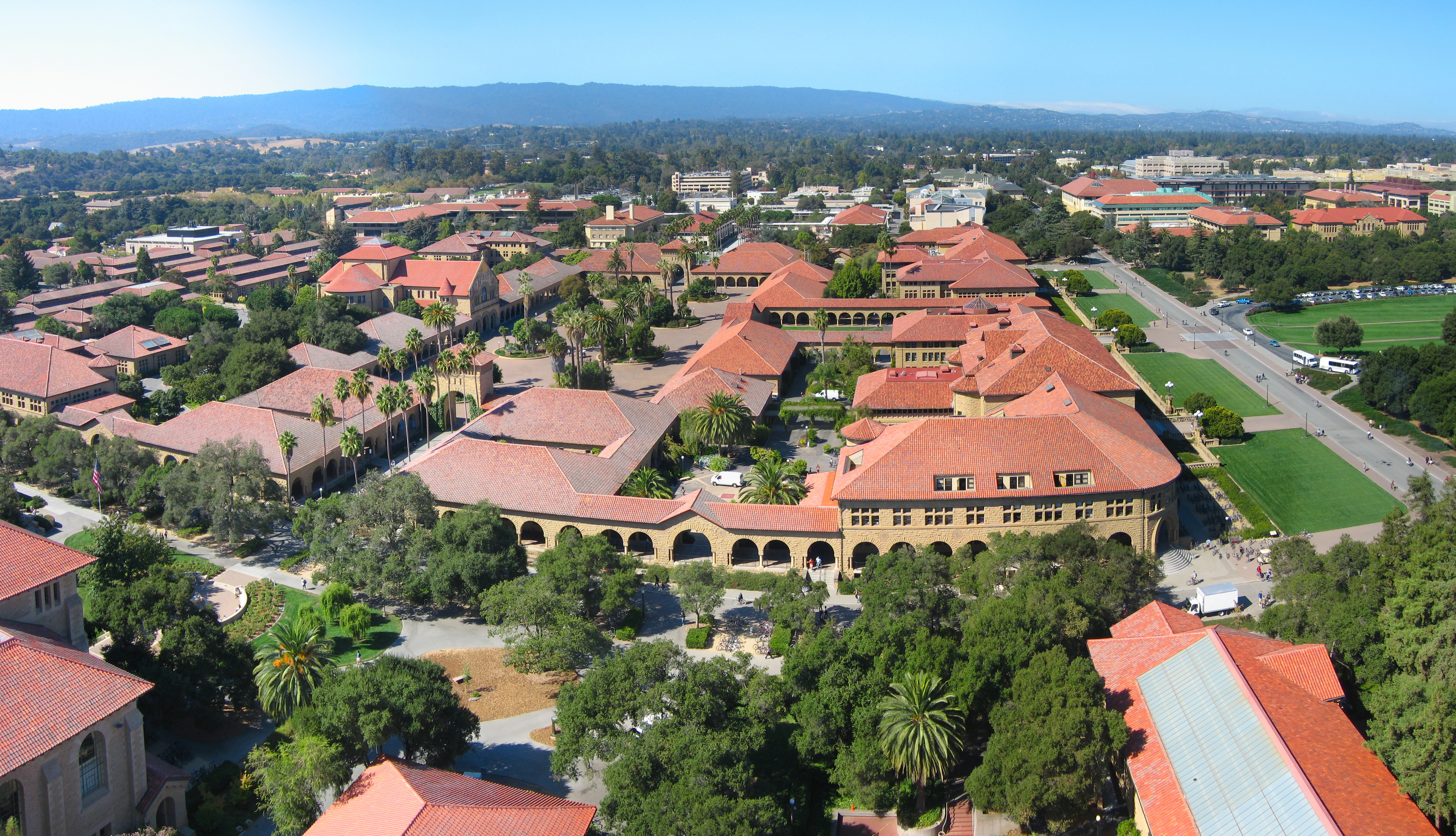
Stanford University.

- 1 oktober – I orten Stanford i delstaten Kalifornien i USA öppnas universitetet "Stanford University".
- 9 oktober – Hotell Knaust i Sundsvall står färdigt och invigs.
- 11 oktober –  Världens äldsta friluftsmuseum, Skansen, öppnas av Artur Hazelius i Stockholm. Skansen har som mål att visa byggnader, växter och djur från hela Sverige.[7]

### Okänt datum
- USA skickar flottsoldater till Haiti för att skydda amerikanska liv och egendom på Navassaön.[5]
- Michelin patenterar det första borttagbara pneumatiska cykelhjulet.[8]
- Nyzeeländska staten upplåter Resolution Island i Fiordland till natturreservat.[9]
- I Storbritannien börjar det vid denna tid alltmer märkas en minskning i antalet husligt anställda.[10]
- Den första automobilen i Sverige visas på en utställning i Göteborg.
- ASEA konstruerar Sveriges första trefas kraftöverföring mellan Hellsjön och Grängesberg.
- Järnvägen mellan Luleå och Gällivare öppnas.
- Den tidigare frivilliga svensk sjukkasserörelsen tillförsäkras statligt stöd genom en sjukkasselag.
- Sveriges första sanatorium öppnas i Mörsil.
- Genom detta års svenska väglag upphör skyldigheten för länen att sätta upp milstolpar utmed de svenska vägarna. Det har inte satts upp någon ny milstolpe sedan 1876.
- Generalstabens arbete med att undersöka möjligheterna att anlägga en fästning i norra Sverige (påbörjat 1887) avslutas och man förordar Boden som lämplig ort.
- I Stockholm införs skolbad i Storkyrkans och Kungsholms skolor.
- Provinsen Manitoba i Kanada avskaffar den katolska skolstyrelsen.
- Debatten om tjänsteflickornas situation i Danmark blossar upp igen.[11]

## Födda

### Första kvartalet

#### Januari
- 1 januari – Charles Bickford, amerikansk skådespelare. (död 1967)
- 2 januari – Eric Engstam, svensk sångtextförfattare, vissångare och skådespelare. (död 1944)
- 5 januari – A. Leonard Allen, amerikansk demokratisk politiker, kongressledamot 1937–1953. (död 1969)
- 7 januari – Maximilian Kolbe, polsk franciskanmunk och martyr, helgonförklarades 1982. (död 1941)
- 10 januari – Louis A. Johnson, amerikansk advokat och demokratisk politiker, USA:s försvarsminister 1949–1950. (död 1966)
- 16 januari – Charley Straight, amerikansk pianist, orkesterledare och kompositör. (död 1940)
- 20 januari – Ernst Rolf, svensk revyartist. (död 1932)
- 22 januari – Ivar Anderson, svensk politiker och tidningsman. (död 1980)
- 23 januari – John Hilke, svensk skådespelare. (död 1961)
- 24 januari – Walter Model, tysk militär, generalfältmarskalk. (död 1945)
- 26 januari – Charles Journet, schweizisk katolsk teolog och kardinal. (död 1975)

#### Februari
- 1 februari – Dietrich Klagges, tysk nazistisk politiker. (död 1971)
- 2 februari
  - Antonio Segni, italiensk politiker. (död 1972)
  - Harald Wehlnor, svensk skådespelare. (död 1962)
- 4 februari – M. Ananthasayanam Ayyangar, indisk politiker, talman för Lok Sabha 1956–1962. (död 1978)
- 6 februari – Birger Dahlerus, svensk civilingenjör och industriman. (död 1957)
- 9 februari – Ronald Colman, brittisk skådespelare. (död 1958)
- 12 februari – Eugene Millikin, amerikansk republikansk politiker, senator 1941–1957. (död 1958)
- 13 februari – Grant Wood, amerikansk målare. (död 1942)
- 14 februari – Erich Engel, tysk regissör. (död 1966)
- 16 februari – Hans F.K. Günther, tysk eugeniker. (död 1968)

#### Mars
- 10 mars – Greta Fock, svensk skådespelare. (död 1945)
- 11 mars – Walter Edström, svensk direktör och riksdagspolitiker (högern). (död 1962)
- 16 mars – Jules Gaston Portefaix, svensk skådespelare och manusförfattare. (död 1966)
- 19 mars – Earl Warren, chefsdomare i USA:s högsta domstol 1953–1969. (död 1974)
- 29 mars – Yvan Goll, pseudonym för Isaac Lang, tysk-fransk (tvåspråkig) judisk författare. (död 1950)
- 31 mars – Ester Blenda Nordström, svensk journalist och författare. (död 1948)

### Andra kvartalet

#### April
- 2 april
  - Nils Dahlgren, svensk skådespelare. (död 1948)
  - Max Ernst, tysk konstnär. (död 1976)
- 5 april – Laura Vicuña, chilensk jungfru och martyr, saligförklarad 1988. (död 1904)
- 14 april – Karl Gerhard, svensk revyartist, teaterdirektör, revy- och kuplettförfattare. (död 1964)
- 16 april – Bernhard Näsgård, svensk politiker och statsråd, partisekreterare i Bondeförbundet 1932–1936, jordbruksminister 1957. (död 1957)
- 21 april – Olav Riégo, svensk skådespelare. (död 1956)
- 23 april – Sergej Prokofjev, rysk pianist och kompositör. (död 1953)

#### Maj
- 2 maj – Ingeborg Bengtson, svensk skådespelare. (död 1980)
- 11 maj – Henry Morgenthau, amerikansk politiker. (död 1967)
- 15 maj – Michail Bulgakov, rysk författare. (död 1940)
- 20 maj – Earl Browder, amerikansk kommunistisk politiker. (död 1973)
- 21 maj
  - Gustaf Boge, svensk filmfotograf. (död 1975)
  - Maja Cassel, svensk skådespelare och operasångerska. (död 1953)
- 22 maj – Johannes R. Becher, tysk författare och politiker. (död 1958)
- 23 maj
  - Pär Lagerkvist, svensk författare, nobelpristagare. (död 1974)
  - Walter Warzecha, tysk sjömilitär, generalamiral 1944. (död 1956)
- 31 maj – Martin Ericsson, svensk skådespelare. (död 1973)

#### Juni
- 3 juni – Bo Hammarskjöld, svensk landshövding. (död 1974)
- 9 juni
  - Nils Flyg, riksdagsman och partiordförande för Socialistiska partiet 1929–1943. (död 1943)
  - Cole Porter, amerikansk låtskrivare och kompositör. (död 1964)
- 13 juni – Harry Roeck-Hansen, svensk skådespelare och teaterdirektör. (död 1959)
- 21 juni – Aleksi Lehtonen, ärkebiskop i Evangelisk-lutherska kyrkan i Finland 1945–1951. (död 1951)
- 28 juni – Carl Panzram, amerikansk seriemördare. (död 1930)
- 29 juni – Saga Walli, svensk konstnär. (död 1975)

### Tredje kvartalet

#### Juli
- 1 juli – Sten Selander, svensk poet, essäist och botaniker, ledamot av Svenska Akademien 1953–1957. (död 1957)
- 3 juli – Erik Johansson i Öckerö, svensk fiskare och riksdagspolitiker. (död 1945)
- 7 juli – William G. Stigler, amerikansk demokratisk politiker, kongressledamot 1944–1952. (död 1952)
- 9 juli – Clarence Norman Brunsdale, amerikansk republikansk politiker, guvernör i North Dakota 1951–1957, senator 1959–1960. (död 1978)
- 12 juli – Yngve Brilioth, svensk ärkebiskop 1950–1958. (död 1959)
- 17 juli – Per Håkansson, svensk filmproducent och produktionschef vid AB Svea Film. (död 1960)
- 18 juli – Thurman C. Crook, amerikansk demokratisk politiker, kongressledamot 1949–1951. (död 1981)
- 21 juli – Oskar Kummetz, tysk sjömilitär, generalamiral 1944. (död 1980)

#### Augusti
- 8 augusti
  - Henry Kjellson, svensk flygingenjör. (död 1962)
  - Karl Jonsson, svensk kamrer, inspicient, ateljékamrer vid Svensk Filmindustri. (död 1981)
- 10 augusti – Andries Mac Leod, belgiskfödd filosof och matematiker. (död 1977)
- 13 augusti – Assar Gabrielsson, svensk företagsledare, industriman och initiativtagare till AB Volvo. (död 1962)
- 17 augusti – Hugo Jacobson, svensk operettsångare och skådespelare. (död 1950)
- 20 augusti – Shiso Kanaguri, japansk löpare. (död 1983)
- 21 augusti – Emiliano Mercado del Toro, blev världens äldsta person. (död 2007)

#### September
- 4 september – Fritz Todt, tysk ingenjör, nazist, ledare för Organisation Todt. (död 1942)
- 6 september – Bengt Nordenskiöld, svensk militär. (död 1983)
- 7 september – Tor Wallén, svensk skådespelare och korist. (död 1972)
- 13 september – Nita Hårleman, svensk skådespelare. (död 1961)
- 14 september – Semmy Friedmann, svensk skådespelare. (död 1964)
- 16 september – Karl Dönitz, tysk storamiral, president 30 april–8 maj 1945. (död 1980)
- 29 september – Gerda Björne, svensk skådespelare. (död 1979)

### Fjärde kvartalet

#### Oktober
- 1 oktober
  - Dagmar Ebbesen, svensk skådespelare. (död 1954)
  - Magnus Nilsson, svensk hemmansägare och riksdagspolitiker (socialdemokrat). (död 1960)
- 5 oktober – Alfred Meyer, tysk nazistisk politiker. (död 1945)
- 6 oktober – David Sholtz, amerikansk demokratisk politiker, guvernör i Florida 1933–1937. (död 1953)
- 12 oktober – Edith Stein, Teresa Benedicta av Korset, filosof, karmelitnunna och martyr, helgon. (död 1942)
- 17 oktober – R. Gregg Cherry, amerikansk demokratisk politiker, guvernör i North Carolina 1945–1949. (död 1957)
- 18 oktober – Gösta Häggqvist, svensk högerextrem histolog. (död 1972)
- 21 oktober – Edith Wallén, svensk skådespelare. (död 1960)

#### November
- 2 november – Helmuth Weidling, tysk general. (död 1955)
- 4 november – Gábor Vajna, ungersk politiker. (död 1946)
- 15 november – Erwin Rommel, tysk militär – Ökenräven. (död 1944)
- 22 november – Bengt von Törne, finlandssvensk tonsättare, konstkännare och essäist. (död 1967)
- 24 november – Max Amann, tysk SS-officer. (död 1957)

#### December
- 2 december – Otto Dix, tysk målare. (död 1969)
- 9 december – Ollars-Erik Landberg, svensk skådespelare. (död 1960)
- 10 december
  - Harold Alexander, brittisk militär. (död 1969)
  - Nelly Sachs, tysk-svensk författare och mottagare av Nobelpriset i litteratur 1966. (död 1970)
- 15 december – Mary Gräber, svensk skådespelare. (död 1982)
- 17 december – Ola Persson, svensk flottningsarbetare och riksdagspolitiker (kommunist). (död 1973)
- 26 december – Henry Miller, amerikansk författare. (död 1980)
- 29 december – Béla Imrédy, ungersk politiker, premiärminister 14 maj 1938–16 februari 1939. (död 1946)

## Avlidna

### Första kvartalet

#### Januari
- 9 januari – Carl Vilhelm Trenckner, 66, dansk orientalist.
- 11 januari – Carl Johan Thyselius, 79, svensk politiker och ämbetsman, Sveriges statsminister 1883–1884.
- 24 januari – Bainbridge Wadleigh, 60, amerikansk republikansk politiker, senator 1873–1879.
- 28 januari – Nicolaus Otto, 58, tysk uppfinnare av Ottomotorn.
- 29 januari – William Windom, 63, amerikansk republikansk politiker, USA:s finansminister.

#### Februari
- 10 februari – Sofja Kovalevskaja, 41, rysk professor i matematik.
- 13 februari – Alexander Hugh Holmes Stuart, 83, amerikansk politiker.
- 21 februari – Georges Seurat, 31, fransk målare.

#### Mars
- 6 mars – Joshua Hill, 79, amerikansk politiker, senator 1871–1873.
- 23 mars – Lucius Robinson, 80, amerikansk demokratisk politiker.
- 25 mars – Alfred von Fabrice, 72, sachsisk greve, general och politiker.

### Andra kvartalet

#### April
- 7 april
  - P.T. Barnum, 80, amerikansk underhållare, cirkuskung.
  - Daniel Gould Fowle, 60, amerikansk demokratisk politiker och jurist, guvernör i North Carolina sedan 1889.
- 12 april – Robert Waterman, 64, amerikansk republikansk politiker.
- 24 april – Helmuth von Moltke, 90, tysk militär.

#### Maj
- 1 maj – Ferdinand Gregorovius, 70, tysk historiker och författare.
- 11 maj
  - Andrew J. Kuykendall, 76, amerikansk republikansk politiker, kongressledamot 1865–1867.
  - Karl Wilhelm von Nägeli, 74, schweizisk botaniker.

#### Juni
- 17 juni – Harrison Ludington, 78, amerikansk republikansk politiker, guvernör i Wisconsin 1876–1878.
- 19 juni – David Settle Reid, 78, amerikansk demokratisk politiker.
- 23 juni – Wilhelm Eduard Weber, 86, tysk fysiker.

### Tredje kvartalet

#### Juli
- 17 juli – Thomas M. Browne, 62, amerikansk republikansk politiker, kongressledamot 1877-1891.
- 20 juli – David S. Walker, 76, amerikansk politiker och jurist, guvernör i Florida 1865–1868.
- 31 juli – Frederick A. Sawyer, 68, amerikansk republikansk politiker, senator 1868–1873.

#### Augusti
- 27 augusti – Samuel C. Pomeroy, 75, amerikansk republikansk politiker, senator 1861–1873.

#### September
- 9 september – Jules Grévy, 84, fransk politiker, Frankrikes president 1879–1887.
- 13 september – Johan Gustaf Malmsjö, 76, svensk pianotillverkare.
- 28 september – Herman Melville, 72, amerikansk författare, skrev bl.a. Moby Dick.

### Fjärde kvartalet

#### Oktober

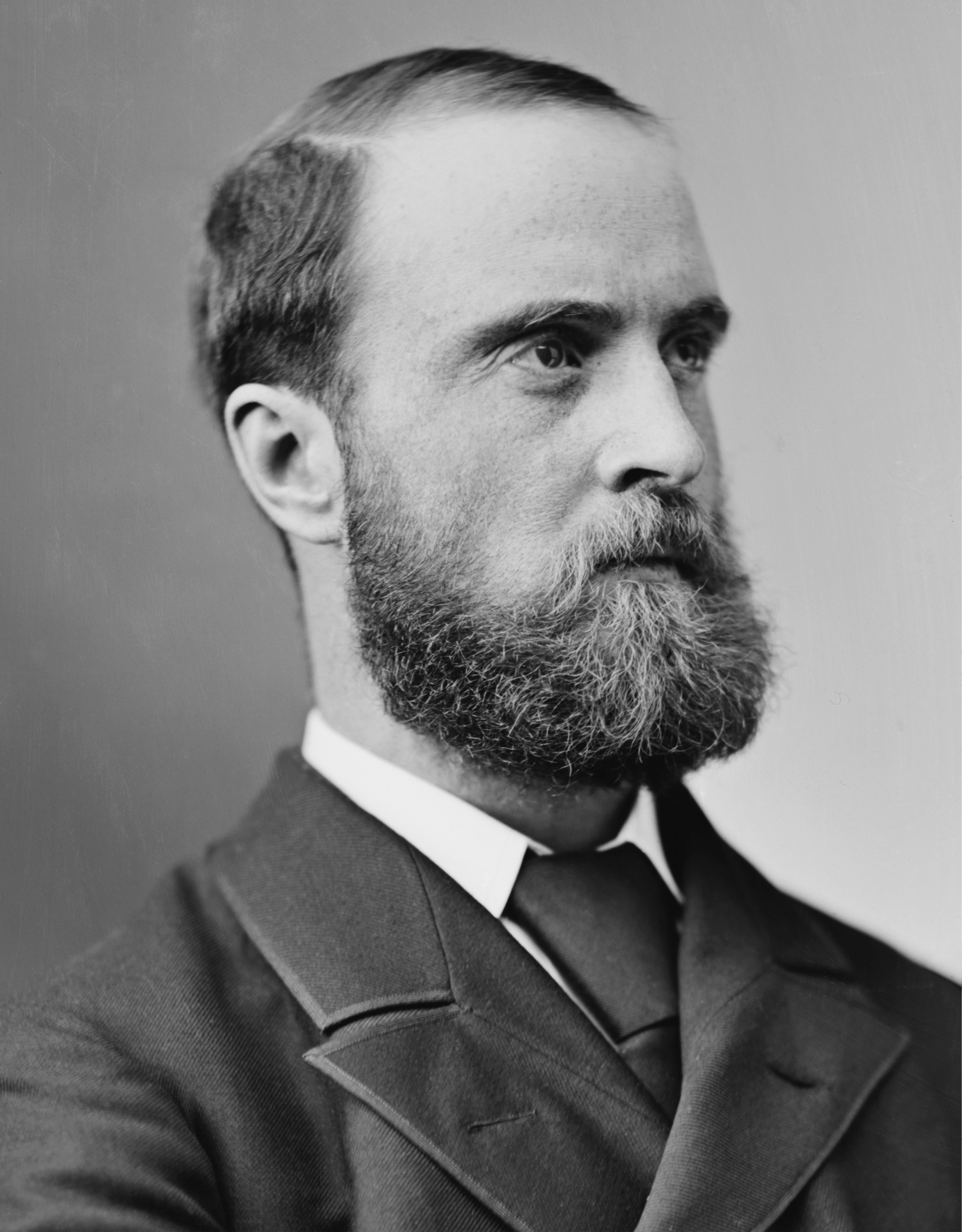
Den irländska nationalistledaren Charles Stewart Parnell avled den 6 oktober, 45 år gammal.

- Den irländska nationalistledaren Charles Stewart Parnell avled den 6 oktober, 45 år gammal.6 oktober – Charles Stewart Parnell, 45, irländsk politiker.
- 16 oktober – Samuel W. Hale, 68, amerikansk republikansk politiker, guvernör i New Hampshire 1883–1885.

#### November
- 3 november – David T. Patterson, 73, amerikansk demokratisk politiker, senator 1866–1869.
- 10 november – Arthur Rimbaud, 37, fransk poet.
- 24 november – Robert Bulwer-Lytton, 60, brittisk diplomat och skald.

#### December
- 5 december – Peter II av Brasilien, 66, kejsare av Brasilien.
- 8 december – Marcellus Stearns, 52, amerikansk republikansk politiker, guvernör i Florida 1874–1877.
- 17 december – Ludvig Fredholm, 61, svensk industri- och affärsman.
- 20 december – Preston B. Plumb, 54, amerikansk republikansk politiker, senator 1877-1891.
- 26 december – Fabian Reuterskiöld, 87, svensk arméofficer och krigsminister 1862–1867.
- 29 december – Leopold Kronecker, 68, tysk matematiker.

### Fotnoter
1. ↑  ”World Statesmen (läst 3 april 2011)”. http://www.worldstatesmen.org/Germany.html#Heligoland.
2. ↑  562 passagerarare och besättningspersoner från SS Utopia och två sjömän från HMS Immortalité som deltar i räddningsarbetet – ”The Dead of the Utopia”. The New York Times. 20 mars 1891. http://query.nytimes.com/mem/archive-free/pdf?res=F10D10F7345F10738DDDA90A94DB405B8185F0D3.
3. ↑  ”Populär historia 2004 – Buckla med glans”. http://popularhistoria.se/artiklar/buckla-med-glans.
4. ↑  ”Svenska Spårvägssällskapet”. http://www.sparvagssallskapet.se/atlas/system.php?id=63. Läst 3 april 2011.
5. 1 2 3  ”USA:s militära insatser i utlandet 1798-2004”. Arkiverad från originalet den 9 december 2013. https://web.archive.org/web/20131209174005/http://www.history.navy.mil/library/online/forces.htm. Läst 30 januari 2011.
6. ↑  ”– World Statesmen”. http://www.worldstatesmen.org/Sweden.html.
7. ↑  ”Det hände i dag – 11 oktober”. http://webnews.textalk.com/se/calendar.php?id=9747&type=month&ds=20101011&list=true.
8. ↑  Lloyd, John; Mitchinson, John (2010). The Second Book of General Ignorance. London: Faber. sid. 163. ISBN 978-0-571-26965-5
9. ↑  Hill, Susanne; John (1987). Richard Henry of Resolution Island. Dunedin: John McIndoe. ISBN 0-86868-094-X
10. ↑  ”International Butler Academy”. Arkiverad från originalet den 11 september 2011. https://web.archive.org/web/20110911123133/http://www.butlerschool.com/interesting_facts.htm. Läst 26 september 2011.
11. ↑  ”Dansk Kvindehistorie Tidskrifter 1885-1920: Tjenestepigernes stilling”. http://www.kvinfo.dk/side/769/.